# Lövsta
Lövsta (Roma kyrkby) is een plaats in de gemeente, landschap en eiland Gotland in de provincie Gotlands län in Zweden. De plaats heeft 253 inwoners (2005) en een oppervlakte van 90 hectare.